# Ewing, Kentucky
Ewing är en ort i Fleming County, Kentucky, USA. År 2000 hade orten 278 invånare. Den har enligt United States Census Bureau en area på 0,6 km², allt är land.